# Mohamed Al Shehhi
Mohamed Saeed al-Shehhi (Dubai, 28 marzo 1988) è un calciatore emiratino, attaccante del Al-Wahda Sports Cultural Club e della Nazionale di calcio degli Emirati Arabi Uniti.